# コソヴォ・ポリェ
コソヴォ・ポリェ（セルビア語:Косово Поље / Kosovo Polje）は、コソボ中央部の平原であり、プリシュティナから北西に5キロメートル程度、ラブ川（Lab）とシトニツァ川の合流地点にあたるこの一帯は、1389年にセルビアの諸侯がオスマン帝国の軍勢と戦ったコソボの戦いの戦場であったと考えられている。

## 名称
ここから6キロメートルほど南西にあるフシェ・コソヴァ / コソヴォ・ポリェの町や、オスマン帝国のコソボ州、そしてコソボの語源となった地名である。

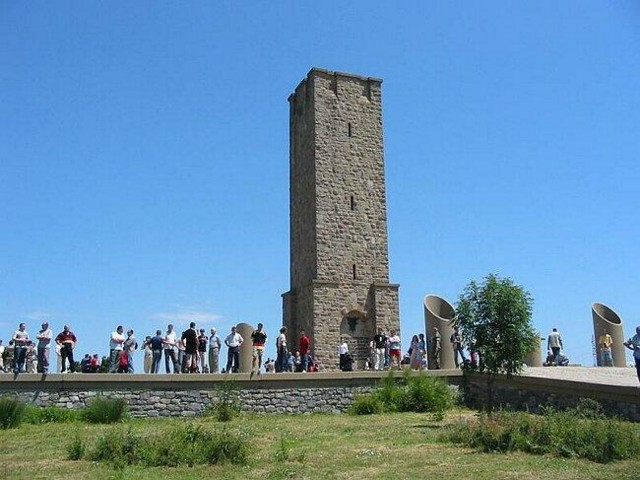
コソボの戦いの記念碑

呼称は「クロウタドリの平原」を意味しており、セルビア語の呼称はコソヴォ・ポリェ（Косово Поље / Kosovo Polje）、ブルガリア語ではコソヴォ・ポレ（Косово поле/ Kosovo pole）、トルコ語ではガジメスタン（Gazimestan）と呼ばれるほか、ドイツ語名アムゼルフェルト（Amselfeld）で言及されることもあり、また日本語の文献ではコソボ平原、コソボが原と書かれることも多い。

## 記念碑
ガジメスタンはコソヴォ・ポリエの南西にある、コソボの戦いを記念した記念碑の呼称でもある。記念碑は平原から50メートルほどの小高い丘の上にある。記念碑は1953年にユーゴスラビア社会主義連邦共和国の下で建造され、アレクサンダル・デロコ（Aleksandar Deroko）の設計によって中世の塔をかたどってつくられた。
コソヴォ・ポリェはマケドニア共和国のスコピエとセルビアのクラリェヴォを結ぶ道路の途上にあり、記念碑は道路から500メートルほど西にある。ガジメスタンの呼称はトルコ語で英雄を意味するガズィ（gazi）に由来し、この単語はアラビア語で戦士を意味するガーズィー（ghazi）から来ている。
記念碑の場所は、1989年のコソボの戦い600周年に際してスロボダン・ミロシェヴィッチが行ったガジメスタン演説の場となり、この演説はユーゴスラビアでの民族対立を刺激したものとして悪名高い。記念碑は国際的な平和維持部隊によって常時護衛されている。

## 呪いの言葉
記念碑には、コソボの戦いで処刑されたラザル・フレベリャノヴィチのものとされる呪いの言葉が刻まれている。
この呪いが初めて文献に記されたのは1845年版の、ヴーク・カラジッチによるセルビア民謡集である。

コソボの戦い直前のオスマン帝国とセルビアの軍の配置。上の赤がセルビア側、下の緑がオスマン帝国側を表す。